# Gipfeltreffen (Fernsehsendung)/Episodenliste

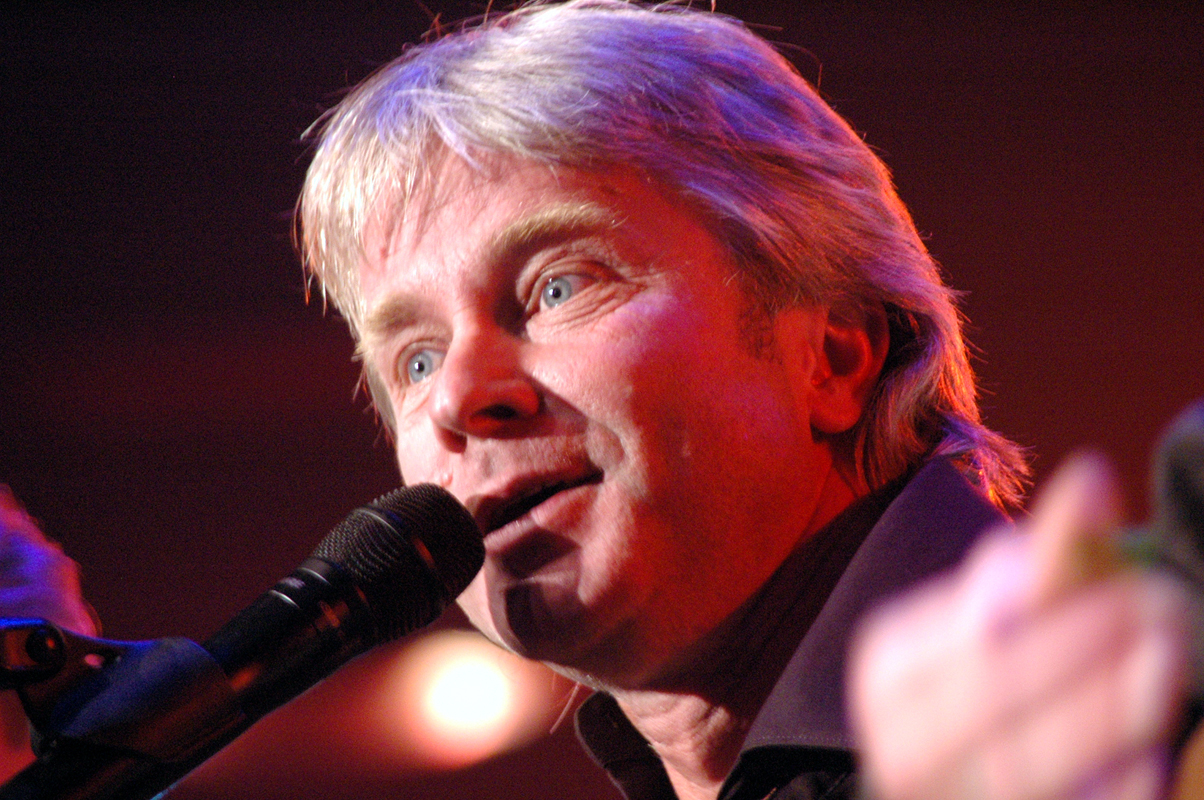
Moderator Werner Schmidbauer

Diese Episodenliste führt alle Episoden der Fernsehreihe Gipfeltreffen auf. Die vom BR Fernsehen produzierte und ausgestrahlte Sendung war eine Mischung aus Talkshow und Reportage. Der Moderator Werner Schmidbauer machte mit prominenten Gästen eine Bergwanderung und unterhielt sich mit ihnen über ihr Leben und ihre Karriere. Von der ersten Sendung am 21. April 2003 bis zur letzten am 21. April 2025 wurden insgesamt 126 Episoden und ein Best Of ausgestrahlt.
Die Ausstrahlung der 45-minütigen Sendungen fand zuletzt an Feiertagen um 17:45 Uhr statt. Eine Ausnahme bildete die am 1. August 2010 gezeigte Episode mit Rosi Mittermaier. Sie wurde anlässlich ihres 60. Geburtstags (5. August 2010) gesendet. Aus Anlass ihres Todes (4. Januar 2023) wurde die Sendung am 6. Januar 2023 wiederholt.
Am 3. Oktober 2020 wurde die 100. Episode ausgestrahlt. Sie wurde um 19:00 Uhr gesendet und ist 60 Minuten lang. Sie enthält auch einen Rückblick auf vergangene Folgen der Reihe.
Pater Anselm Bilgri, Claudia Schlenger (Herbert und Schnipsi) und Felix Neureuther waren zweimal mit Werner Schmidbauer unterwegs.
Zur 125. Episode ging Werner Schmidbauer nach 2014 noch einmal mit Christian und Felix Neureuther auf Tour.

## Gäste und Wanderungen

### 2003
| Nr. (gesamt) | Staffel- Nr. | Erstausstrahlung                         | Gast                  | Wanderung                       |
| ------------ | ------------ | ---------------------------------------- | --------------------- | ------------------------------- |
| 1            | 1            | 21. Apr. 2003 (Ostermontag)              | Elmar Wepper          | Auf den Mitterberg              |
| 2            | 2            | 9. Juni 2003 (Pfingstmontag)             | Veronika Fitz         | Auf das Hörnle im Murnauer Land |
| 3            | 3            | 19. Juni 2003 (Fronleichnam)             | Hubert von Goisern    | Auf den Wandberg                |
| 4            | 4            | 15. Aug. 2003 (Mariä Himmelfahrt)        | Schwester Theodolinde | Auf den Hochfelln               |
| 5            | 5            | 3. Okt. 2003 (Tag der Deutschen Einheit) | Alfons Schuhbeck      | Auf den Hirschberg              |
| 6            | 6            | 1. Nov. 2003 (Allerheiligen)             | Jürgen Fliege         | Auf den Schwarzenberg           |

### 2004
| Nr. (gesamt) | Staffel- Nr. | Erstausstrahlung                   | Gast                | Wanderung                             |
| ------------ | ------------ | ---------------------------------- | ------------------- | ------------------------------------- |
| 7            | 1            | 9. Apr. 2004 (Karfreitag)          | Pater Anselm Bilgri | Auf das Brauneck und den Latschenkopf |
| 8            | 2            | 12. Apr. 2004 (Ostermontag)        | Miroslav Nemec      | Auf den Spitzstein                    |
| 9            | 3            | 20. Mai 2004 (Christi Himmelfahrt) | Haindling           | Auf den Brennkopf                     |
| 10           | 4            | 31. Mai 2004 (Pfingstmontag)       | Katerina Jacob      | Auf das Kranzhorn                     |
| 11           | 5            | 15. Aug. 2004 (Mariä Himmelfahrt)  | Theo Waigel         | Auf den Edelsberg und Alpspitz        |
| 12           | 6            | 1. Nov. 2004 (Allerheiligen)       | Barbara Rütting     | Auf die Hochplatte                    |

### 2005
| Nr. (gesamt) | Staffel- Nr. | Erstausstrahlung                         | Gast              | Wanderung            |
| ------------ | ------------ | ---------------------------------------- | ----------------- | -------------------- |
| 13           | 1            | 25. März 2005 (Karfreitag)               | Pater Anselm Grün | Auf den Schweinsberg |
| 14           | 2            | 5. Mai 2005 (Christi Himmelfahrt)        | Markus Wasmeier   | Auf den Wallberg     |
| 15           | 3            | 26. Mai 2005 (Fronleichnam)              | Michaela May      | Auf den Heuberg      |
| 16           | 4            | 15. Aug. 2005 (Mariä Himmelfahrt)        | Andreas Giebel    | Auf den Seebergkopf  |
| 17           | 5            | 3. Okt. 2005 (Tag der Deutschen Einheit) | Heiner Geißler    | Auf den Setzberg     |
| 18           | 6            | 1. Nov. 2005 (Allerheiligen)             | Robert Atzorn     | Auf die Kampenwand   |

### 2006
| Nr. (gesamt) | Staffel- Nr. | Erstausstrahlung                         | Gast                | Wanderung                                                 |
| ------------ | ------------ | ---------------------------------------- | ------------------- | --------------------------------------------------------- |
| 19           | 1            | 17. Apr. 2006 (Ostermontag)              | Wolfgang Ambros     | Auf den Watzmann                                          |
| 20           | 2            | 25. Mai 2006 (Christi Himmelfahrt)       | Peter Hahne         | Auf den „Rentnergipfel“, einem Nebengipfel des Spitzstein |
| 21           | 3            | 5. Juni 2006 (Pfingstmontag)             | Christian Ude       | Auf den „Bockstein“, einem Nebengipfel des Breitenstein   |
| 22           | 4            | 15. Aug. 2006 (Mariä Himmelfahrt)        | Veronika von Quast  | Auf den Farrenpoint                                       |
| 23           | 5            | 3. Okt. 2006 (Tag der Deutschen Einheit) | Franz Xaver Gernstl | Auf den Jochberg                                          |
| 24           | 6            | 1. Nov. 2006 (Allerheiligen)             | Ilse Neubauer       | Auf den Wank                                              |

### 2007
| Nr. (gesamt) | Staffel- Nr. | Erstausstrahlung                         | Gast                  | Wanderung                                   |
| ------------ | ------------ | ---------------------------------------- | --------------------- | ------------------------------------------- |
| 25           | 1            | 9. Apr. 2007 (Ostermontag)               | Willy Astor           | Auf die Bodenschneid                        |
| 26           | 2            | 17. Mai 2007 (Christi Himmelfahrt)       | Konstantin Wecker     | Auf die Hochries und den Karkopf            |
| 27           | 3            | 28. Mai 2007 (Pfingstmontag)             | Claudia Schlenger     | Auf das Seekarkreuz                         |
| 28           | 4            | 15. Aug. 2007 (Mariä Himmelfahrt)        | Günter Grünwald       | Auf „s’Kreiz“, einem Vorgipfel des Eckbauer |
| 29           | 5            | 3. Okt. 2007 (Tag der Deutschen Einheit) | Alois Glück           | Auf den Geigelstein                         |
| 30           | 6            | 1. Nov. 2007 (Allerheiligen)             | Abtprimas Notker Wolf | Auf das Dürrnbachhorn                       |

### 2008
| Nr. (gesamt) | Staffel- Nr. | Erstausstrahlung                         | Gast                   | Wanderung                                                           |
| ------------ | ------------ | ---------------------------------------- | ---------------------- | ------------------------------------------------------------------- |
| 31           | 1            | 24. März 2008 (Ostermontag)              | Fredl Fesl             | Auf den Rauschberg                                                  |
| 32           | 2            | 1. Mai 2008 (Maifeiertag)                | Saskia Vester          | Auf den Hohen Kranzberg                                             |
| 33           | 3            | 12. Mai 2008 (Pfingstmontag)             | Günther Maria Halmer   | Auf den „Hundertzehner“, einem Grenzstein unterhalb des Pasterkopfs |
| 34           | 4            | 15. Aug. 2008 (Mariä Himmelfahrt)        | Frank-Markus Barwasser | Auf die Rotwand                                                     |
| 35           | 5            | 3. Okt. 2008 (Tag der Deutschen Einheit) | Uschi Glas             | Auf den „Tiroler Heuberg“                                           |
| 36           | 6            | 1. Nov. 2008 (Allerheiligen)             | Sepp Daxenberger       | Auf den Grünstein                                                   |

### 2009
| Nr. (gesamt) | Staffel- Nr. | Erstausstrahlung                         | Gast                     | Wanderung                                                              |
| ------------ | ------------ | ---------------------------------------- | ------------------------ | ---------------------------------------------------------------------- |
| 37           | 1            | 13. Apr. 2009 (Ostermontag)              | Monika Baumgartner       | Auf den Schwarzenkopf                                                  |
| 38           | 2            | 1. Juni 2009 (Pfingstmontag)             | Günther Sigl             | Auf den Nußlberg                                                       |
| 39           | 3            | 15. Aug. 2009 (Mariä Himmelfahrt)        | Monika Gruber            | Auf das Wetterkreuz oder Wetterfahne, einem Nebengipfel der Rudersburg |
| 40           | 4            | 3. Okt. 2009 (Tag der Deutschen Einheit) | Claus Hipp               | Auf die Lacherspitze                                                   |
| 41           | 5            | 1. Nov. 2009 (Allerheiligen)             | Erzbischof Reinhard Marx | Auf den Herzogstand                                                    |

### 2010
| Nr. (gesamt) | Staffel- Nr. | Erstausstrahlung                                       | Gast                | Wanderung                                          |
| ------------ | ------------ | ------------------------------------------------------ | ------------------- | -------------------------------------------------- |
| 42           | 1            | 5. Apr. 2010 (Ostermontag)                             | Reinhold Messner    | Auf die Gschnagenhardtalm im Villnößtal            |
| 43           | 2            | 13. Mai 2010 (Christi Himmelfahrt)                     | Claudia Jung        | Auf den Laubenstein im Chiemgau                    |
| 44           | 3            | 24. Mai 2010 (Pfingstmontag)                           | Anselm Bilgri 1     | Auf die Anhöhe Sonntraten unterhalb des Rechelkopf |
| 45           | 4            | 3. Juni 2010 (Fronleichnam)                            | Michael Fitz        | Auf das Feichteck in den Chiemgauer Alpen          |
| 46           | 5            | 1. Aug. 2010 (Zum 60. Geburtstag von Rosi Mittermaier) | Rosi Mittermaier    | Auf das Frauenalpl-Kreuz im Wettersteingebirge     |
| 47           | 6            | 1. Nov. 2010 (Allerheiligen)                           | Michael Mittermeier | Auf den Prostkogel im Kaisergebirge                |

### 2011
| Nr. (gesamt) | Staffel- Nr. | Erstausstrahlung                         | Gast                                       | Wanderung                                              |
| ------------ | ------------ | ---------------------------------------- | ------------------------------------------ | ------------------------------------------------------ |
| 48           | 1            | 25. Apr. 2011 (Ostermontag)              | Martina Schwarzmann                        | Auf das Unterberghorn                                  |
| 49           | 2            | 13. Juni 2011 (Pfingstmontag)            | Hubertus Meyer-Burckhardt                  | Auf den Zwiesel                                        |
| 50           | 3            | 23. Juni 2011 (Fronleichnam)             | Lisa Fitz                                  | Auf den Karkopf bei Schleching                         |
| 51           | 4            | 15. Aug. 2011 (Mariä Himmelfahrt)        | Luise Kinseher                             | Auf die Rampoldplatte                                  |
| 52           | 5            | 3. Okt. 2011 (Tag der Deutschen Einheit) | Jutta Speidel                              | Vom Predigtstuhl über den Hochschlegel auf den Karkopf |
| 53           | 6            | 1. Nov. 2011 (Allerheiligen)             | Thomas und Alexander Huber (Die Huberbuam) | Auf den Schneibstein                                   |

### 2012
| Nr. (gesamt) | Staffel- Nr. | Erstausstrahlung                         | Gast                      | Wanderung                                               |
| ------------ | ------------ | ---------------------------------------- | ------------------------- | ------------------------------------------------------- |
| 54           | 1            | 9. Apr. 2012 (Ostermontag)               | Helmut Schleich           | Auf den Felssporn Riederstein und den Baumgartenschneid |
| 55           | 2            | 28. Mai 2012 (Pfingstmontag)             | Christoph „Stofferl“ Well | Auf die Ausflugsalm Neureuth                            |
| 56           | 3            | 7. Juni 2012 (Fronleichnam)              | Rick Kavanian             | Auf den Rauhkopf                                        |
| 57           | 4            | 15. Aug. 2012 (Mariä Himmelfahrt)        | Django Asül               | Auf den Pasterkopf in den Chiemgauer Alpen              |
| 58           | 5            | 3. Okt. 2012 (Tag der Deutschen Einheit) | Pippo Pollina             | Auf den Roßkopf                                         |
| 59           | 6            | 1. Nov. 2012 (Allerheiligen)             | Amelie Fried              | Auf den Vogelsang im Sudelfeld                          |

### 2013
| Nr. (gesamt) | Staffel- Nr. | Erstausstrahlung                         | Gast                                                           | Wanderung                                                   |
| ------------ | ------------ | ---------------------------------------- | -------------------------------------------------------------- | ----------------------------------------------------------- |
| 60           | 1            | 1. Apr. 2013 (Ostermontag)               | Zuhal Soyhan                                                   | Auf den Rauschberg                                          |
| 61           | 2            | 1. Mai 2013 (Maifeiertag)                | Georg Hackl                                                    | Auf die Kneifelspitze                                       |
| 62           | 3            | 20. Mai 2013 (Pfingstmontag)             | Magdalena Neuner                                               | Auf dem Magdalena-Neuner-Panoramaweg auf den Krepelschrofen |
| 63           | 4            | 15. Aug. 2013 (Mariä Himmelfahrt)        | Wolfgang Niedecken                                             | Von Brannenburg zum Aussichtspunkt „Drei Linden“            |
| 64           | 5            | 3. Okt. 2013 (Tag der Deutschen Einheit) | Hanns Meilhamer und Claudia Schlenger 2 (Herbert und Schnipsi) | Auf das Hintere Hörnle                                      |
| 65           | 6            | 1. Nov. 2013 (Allerheiligen)             | Ilse Aigner                                                    | Auf den Erlbergkopf bei Aschau im Chiemgau                  |

### 2014
| Nr. (gesamt) | Staffel- Nr. | Erstausstrahlung                         | Gast                           | Wanderung                               |
| ------------ | ------------ | ---------------------------------------- | ------------------------------ | --------------------------------------- |
| 66           | 1            | 21. Apr. 2014 (Ostermontag)              | Christian und Felix Neureuther | Auf das Kreuzjoch im Wettersteingebirge |
| 67           | 2            | 1. Mai 2014 (Maifeiertag)                | Georg Ringsgwandl              | Auf das Wildalpjoch                     |
| 68           | 3            | 9. Juni 2014 (Pfingstmontag)             | Urban Priol                    | Auf den Nockstein                       |
| 69           | 4            | 15. Aug. 2014 (Mariä Himmelfahrt)        | Claudia Koreck                 | Auf das Unterberghorn                   |
| 70           | 5            | 3. Okt. 2014 (Tag der Deutschen Einheit) | Claudia Roth                   | Auf den Steineberg                      |

### 2015
| Nr. (gesamt) | Staffel- Nr. | Erstausstrahlung                         | Gast                     | Wanderung                                                              |
| ------------ | ------------ | ---------------------------------------- | ------------------------ | ---------------------------------------------------------------------- |
| 71           | 1            | 3. Apr. 2015 (Karfreitag)                | Susanne Breit-Keßler     | Auf den „Altkaserkogel“, einem Seitengipfel des Spitzstein, Tirol      |
| 72           | 2            | 6. Apr. 2015 (Ostermontag)               | Karl Ludwig Schweisfurth | Auf die „Schöne Aussicht“ bei Maxhofen                                 |
| 73           | 3            | 1. Mai 2015 (Maifeiertag)                | Stefan Dettl             | Auf das „Ehrenstrasser Kreuz“ nahe der Karspitze, Tirol                |
| 74           | 4            | 25. Mai 2015 (Pfingstmontag)             | Bischof Stefan Oster     | Auf den Lusen im Bayerischen Wald 3                                    |
| 75           | 5            | 3. Okt. 2015 (Tag der Deutschen Einheit) | Michl Müller             | Auf die Nordkuppe Walberla und die Südkuppe Rodenstein des Ehrenbürg 4 |

### 2016
| Nr. (gesamt) | Staffel- Nr. | Erstausstrahlung                         | Gast              | Wanderung                                            |
| ------------ | ------------ | ---------------------------------------- | ----------------- | ---------------------------------------------------- |
| 76           | 1            | 25. März 2016 (Karfreitag)               | Cordula Stratmann | Zum Aussichtspunkt „Drei Linden“ auf dem Wendelstein |
| 77           | 2            | 28. März 2016 (Ostermontag)              | Wolfgang Krebs    | Auf die Brecherspitz                                 |
| 78           | 3            | 5. Mai 2016 (Christi Himmelfahrt)        | Willy Michl       | Auf den Schwarzenkopf im Wettersteingebirge          |
| 79           | 4            | 16. Mai 2016 (Pfingstmontag)             | Marcel Huber      | Auf den Nockstein am Rande von Salzburg              |
| 80           | 5            | 3. Okt. 2016 (Tag der Deutschen Einheit) | Jan Weiler        | Auf den Vorderen Kirchstein bei Lenggries            |
| 81           | 6            | 1. Nov. 2016 (Allerheiligen)             | Josef Hader       | Auf den Lempersberg                                  |

### 2017
| Nr. (gesamt) | Staffel- Nr. | Erstausstrahlung                         | Gast                 | Wanderung           |
| ------------ | ------------ | ---------------------------------------- | -------------------- | ------------------- |
| 82           | 1            | 3. Okt. 2017 (Tag der Deutschen Einheit) | Hilde Gerg           | Auf den Grünstein   |
| 83           | 2            | 1. Nov. 2017 (Allerheiligen)             | Christian Springer 5 | Auf den Farrenpoint |

### 2018
| Nr. (gesamt) | Staffel- Nr. | Erstausstrahlung                         | Gast                          | Wanderung                            |
| ------------ | ------------ | ---------------------------------------- | ----------------------------- | ------------------------------------ |
| 84           | 1            | 30. März 2018 (Karfreitag)               | DJ Ötzi                       | Auf den Nockstein                    |
| 85           | 2            | 2. Apr. 2018 (Ostermontag)               | Janina Hartwig                | Auf das Elbacher Kreuz (Türkenköpfl) |
| 86           | 3            | 1. Mai 2018 (Maifeiertag)                | Harry G                       | Auf den Schwarzenberg                |
| 87           | 4            | 21. Mai 2018 (Pfingstmontag)             | Gert Steinbäcker              | Auf den Nußlberg                     |
| 88           | 5            | 3. Okt. 2018 (Tag der Deutschen Einheit) | Miriam und Felix Neureuther 6 | Auf den Wank                         |
| 89           | 6            | 1. Nov. 2018 (Allerheiligen)             | Richard David Precht          | Auf das Hocheck                      |

### 2019
| Nr. (gesamt) | Staffel- Nr. | Erstausstrahlung                         | Gast             | Wanderung                      |
| ------------ | ------------ | ---------------------------------------- | ---------------- | ------------------------------ |
| 90           | 1            | 19. Apr. 2019 (Karfreitag)               | Horst Kummeth    | Auf den Heimgarten             |
| 91           | 2            | 22. Apr. 2019 (Ostermontag)              | Michael Altinger | Auf den Heuberg                |
| 92           | 3            | 1. Mai 2019 (Maifeiertag)                | Volker Heißmann  | Auf den Rodenstein             |
| 93           | 4            | 10. Juni 2019 (Pfingstmontag)            | Claus von Wagner | Auf den Kochelberg             |
| 94           | 5            | 3. Okt. 2019 (Tag der Deutschen Einheit) | Stefanie Hertel  | Auf den Karkopf bei Schleching |
| 95           | 6            | 1. Nov. 2019 (Allerheiligen)             | Maxi Schafroth   | Auf das Rangiswanger Horn      |

### 2020
| Nr. (gesamt) | Staffel- Nr. | Erstausstrahlung                         | Gast                    | Wanderung                            |
| ------------ | ------------ | ---------------------------------------- | ----------------------- | ------------------------------------ |
| 96           | 1            | 10. Apr. 2020 (Karfreitag)               | Rainer Maria Schießler  | Auf den Rabenkopf                    |
| 97           | 2            | 13. Apr. 2020 (Ostermontag)              | Patrick Lindner         | Auf den Martinskopf                  |
| 98           | 3            | 1. Juni 2020 (Pfingstmontag)             | Rita Falk               | Jugetköpfle bei Immenstadt im Allgäu |
| 99           | 4            | 11. Juni 2020 (Fronleichnam)             | Eisi Gulp               | Schachenberg im Chiemgau             |
| 100          | 5            | 3. Okt. 2020 (Tag der Deutschen Einheit) | Ursula Heller           | Auf den Brünnstein im Inntal         |
| 101          | 6            | 31. Okt. 2020 (Reformationstag)          | Heinrich Bedford-Strohm | Auf den Hochgern                     |

### 2021
| Nr. (gesamt) | Staffel- Nr. | Erstausstrahlung                   | Gast                    | Wanderung             |
| ------------ | ------------ | ---------------------------------- | ----------------------- | --------------------- |
| 102          | 1            | 2. Apr. 2021 (Karfreitag)          | Helmfried von Lüttichau | Auf den Bodenschneid  |
| 103          | 2            | 5. Apr. 2021 (Ostermontag)         | Hannes Ringlstetter     | Auf die Hohe Kisten   |
| 104          | 3            | 13. Mai 2021 (Christi Himmelfahrt) | Martin Frank            | Auf den Nußlberg      |
| 105          | 4            | 24. Mai 2021 (Pfingstmontag)       | Sabine Sauer            | Auf den Rehleitenkopf |
| 106          | 5            | 3. Juni 2021 (Fronleichnam)        | Franziska Wanninger     | Auf die Hornburg      |
| 107          | 6            | 1. Nov. 2021 (Allerheiligen)       | Ami und Wally Warning   | Auf das Hocheck       |

### 2022
| Nr. (gesamt) | Staffel- Nr. | Erstausstrahlung                         | Gast                 | Wanderung                                                         |
| ------------ | ------------ | ---------------------------------------- | -------------------- | ----------------------------------------------------------------- |
| 108          | 1            | 15. Apr. 2022 (Karfreitag)               | Max Schmidt          | Auf den Erlbergkopf bei Aschau im Chiemgau                        |
| 109          | 2            | 18. Apr. 2022 (Ostermontag)              | Angela Ascher        | Auf den Eckbauer bei Garmisch-Partenkirchen im Wettersteingebirge |
| 110          | 3            | 6. Juni 2022 (Pfingstmontag)             | Lucki Maurer         | Auf den Großen Osser                                              |
| 111          | 4            | 16. Juni 2022 (Fronleichnam)             | Fritz Egner          | Auf das Wetterkreuz bei Reit im Winkl                             |
| 112          | 5            | 3. Okt. 2022 (Tag der Deutschen Einheit) | Eva Karl-Faltermeier | Auf den Großen Osser                                              |
| 113          | 6            | 1. Nov. 2022 (Allerheiligen)             | Willi Weitzel        | Auf den Teufelstättkopf                                           |

### 2023
| Nr. (gesamt) | Staffel- Nr. | Erstausstrahlung                         | Gast                | Wanderung                                       |
| ------------ | ------------ | ---------------------------------------- | ------------------- | ----------------------------------------------- |
| 114          | 1            | 7. Apr. 2023 (Karfreitag)                | Constanze Lindner   | Auf den Hündlekopf                              |
| 115          | 2            | 10. Apr. 2023 (Ostermontag)              | Andreas Geiss       | Auf den Hochfelln                               |
| 116          | 3            | 1. Mai 2023 (Maifeiertag)                | Monika Drasch       | Auf das Jugetköpfle                             |
| 117          | 4            | 29. Mai 2023 (Pfingstmontag)             | Ferdinand Hofer     | Auf das Friedenskreuz unterhalb des Pasterkopfs |
| 118          | 5            | 3. Okt. 2023 (Tag der Deutschen Einheit) | Sandra Maischberger | Auf das Elbacher Kreuz (Türkenköpfl)            |
| 119          | 6            | 1. Nov. 2023 (Allerheiligen)             | Simon Pearce        | Auf den Wallberg                                |

### 2024
| Nr. (gesamt) | Staffel- Nr. | Erstausstrahlung                         | Gast                           | Wanderung                                   |
| ------------ | ------------ | ---------------------------------------- | ------------------------------ | ------------------------------------------- |
| 120          | 1            | 29. März 2024 (Karfreitag)               | Brigitte Walbrun               | Auf das Hintere Hörnle                      |
| 121          | 2            | 1. Apr. 2024 (Ostermontag)               | Herbert Pixner                 | Auf das Walder Joch oberhalb von Gnadenwald |
| 122          | 3            | 1. Mai 2024 (Maifeiertag)                | Ursula Münch                   | Auf die Hornburg in den Ammergauer Alpen    |
| 123          | 4            | 20. Mai 2024 (Pfingstmontag)             | Verena Bentele                 | Auf die Sonntraten                          |
| 124          | 5            | 3. Okt. 2024 (Tag der Deutschen Einheit) | Stephan Zinner                 | Auf den Schwarzenkopf im Wettersteingebirge |
| 125          | 6            | 1. Nov. 2024 (Allerheiligen)             | Christian und Felix Neureuther | Auf den Wank im Estergebirge                |

### 2025
| Nr. (gesamt) | Staffel- Nr. | Erstausstrahlung            | Gast            | Wanderung                            |
| ------------ | ------------ | --------------------------- | --------------- | ------------------------------------ |
| 126          | 1            | 18. Apr. 2025 (Karfreitag)  | Martin Kälberer | Auf den Mitterberg bei Bad Feilnbach |
| 127          | 2            | 21. Apr. 2025 (Ostermontag) | Best Of         | [ 129 ]                              |

## Gipfeltreffen-Nächte
Zum zehnjährigen Jubiläum der Sendung zeigte das Bayerische Fernsehen in der Nacht vom 20. auf den 21. April 2013 zwischen 23:30 Uhr und 2:30 Uhr eine „Gipfeltreffen-Nacht“, bei der die Episoden mit Reinhold Messner, Schwester Theodolinde, Wolfgang Ambros, Rosi Mittermaier und Haindling wiederholt wurden.
Zur 100. Ausgabe wurde am 3. Oktober 2020 eine weitere Gipfeltreffen-Nacht vom 3. auf den 4. Oktober im Bayerischen Fernsehen gesendet. Von 23:30 Uhr bis 5:35 Uhr wurden die Sendungen mit Elmar Wepper, Martina Schwarzmann, Fredl Fesl, Sepp Daxenberger, Schwester Theodolinde, Alfons Schuhbeck, Zuhal Soyhan und Pippo Pollina wiederholt.